# Mimogmodera truncatipennis
Mimogmodera truncatipennis là một loài bọ cánh cứng trong họ Cerambycidae.